# 江戸時代の将棋棋士一覧
江戸時代の将棋棋士一覧（えどじだいのしょうぎきしいちらん）は、江戸時代の将棋棋士の、活躍した年代ごとの一覧である。
- 大橋家#歴代当主、大橋分家#歴代当主、
- 伊藤家：伊藤氏#歴代当主・関連人物
- 女流棋士 (将棋)#沿革

〜1700
- 大橋宗桂 (初代)
- 大橋宗古
- 伊藤宗看 (初代)
- 大橋宗桂 (5代)
- 大橋宗古 (2代)
- 伊藤宗印 (初代)
- 大橋宗與

手合集『仲古将棋紀』1653年（承応二年）や1663年（寛文三年）『象戯鏡』に載っている棋士・棋客で、大橋宗桂 (初代)、大橋宗古、初代伊藤宗看のほかは、以下のとおり。
- 荻野眞甫
- 檜垣是安
- 本因坊算砂
- 廣庭中書
- 和泉屋善兵衛
- 鍵屋庄兵衛（森田宗立）
- 松本権兵衛（紹尊）
- 別所素庵
- 左海久圓
- 石田似仙（検校）
- 大橋宗桂 (3代)
- 松平宗左衛門

1700〜1800
- 伊藤宗印 (2代)
- 大橋宗与 (3代)
- 伊藤宗看 (3代)
- 大橋宗桂 (9代)

1707年（宝永四年）出版「象戯綱目」に掲載されている棋士・棋客（上記にある棋士をのぞく）
- 望月仙閣
- 小原大介
- 石井承意
- 石井承甫
- 丹下圖書
- 神善四郎
- 田代市左衛門
- 久須見小兵衛
- 御簾屋七郎右衛門
- 大黒屋長右衛門
- 菱屋喜右衛門
- 高橋道角
- 布屋平左衛門
- 久圓
- 奥田左平次
- 十四屋宗安
- 聾者與都
- 住吉屋仁右衛門
- 聾者誰都
- 萩野真甫
- 森田宗立
- 松本常古
- 岩村検校
- 松本紹尊
- 山崎勾當
- 北村何求
- 原喜右衛門
- 荒川道祐
- 伊田長左衛門
- 河内屋以仙
- 弦屋傳左衛門
- 添田宗太夫
- 別所素庵
- 嶋川市之進
- 松岡宗悦
- 萬屋仁右衛門

1790年（寛政二年）出版、当時のアマチュア棋士実戦集「将棋玉手箱」記載の棋客。
- 名村立摩
- 筑前百助
- 伊藤助左衛門
- 名村惣左衛門
- 備中ノ平次郎
- 桑原君仲
- 沢原源内
- 鵜飼弥太郎
- 川崎八十八
- 有浦印理
- 吉田金七
- 中島主計
- 星合伊左衛門
- 石井長兵衛
- 宮田喜平治
- 奥田八郎右衛門
- 村田茂兵衛
- 井出主税
- 脇坂源右衛門
- 白崎織部
- 武田又市
- 名村門助
- 市川惣助
- 渋谷市三郎
- 樽屋甚右衛門
- 福島万兵衛
- 加賀屋九兵衛
- 山脇道作
- 清水孫市
- 鈴木元将
- 福島龍治
- 細田右仙
- 有田弥三郎
- 出雲屋勘助
- 金親盤治
- 小桜小三郎
- 水戸重次郎
- 大嶋喜兵衛
- 田中指月
- 毛塚源助
- 谷宗久郎
- 出雲屋勘助
- 妻浦検校
- 小山喜内

1800〜
1812年（文化九年）七月に出版「将棋粹金」1793年（寛政五年）五月～1824年（文政七年）間の変遷集「将棋軌範」1811年（文化八年）三月発行「将棋奇戦」1814年（文化11年）九月刊行「将棋明玉」1816年（文化13年）発行「将棋連珠」1831年（天保元年）「将棋絶妙」1831年（天保元年）刊行「将棋精妙」1848年（嘉永元年）に出版された「将棋輝光」伊藤宗印11世名人実戦集「将棋名家手合」上巻、に載せられた棋士・棋客。
（大橋家、伊藤家）
- 伊藤宗印
- 大橋宗与
- 伊藤印達
- 伊藤印壽
- 大橋宗民
- 伊藤宗看
- 伊藤看恕
- 大橋宗与
- 伊藤看壽
- 大橋印壽
- 大橋宗英
- 伊藤壽三
- 伊藤宗看
- 大橋宗銀
- 伊藤宗壽
- 伊藤看理
- 伊藤定次郎
- 大橋英俊
- 大橋宗順
- 伊藤看佐
- 大橋英長
- 大橋柳川

（他）
- 安田清八郎
- 伊藤喜兵衛
- 伊藤助左衛門
- 井出主税
- 井上仁右衛門
- 井上仁左衛門
- 井上兵春
- 井村兵春
- 井村兵次郎
- 一ノ瀬清八
- 稲山庄右衛門
- 稲村桂助
- 稲津宗助
- 因幡伊兵衛
- 鵜飼彌五郎（鵜飼弥五郎）
- 英清三郎
- 越前永達
- 横井丈右衛門
- 岡田左内
- 荻田十次郎（荻田重次郎）
- 加川佐兵衛
- 関口英佐
- 丸谷順英
- 丸谷傳次郎
- 岩崎五郎兵衛
- 岩出市右衛門
- 岩瀬音二郎
- 雁金清吉
- 喜多忠七
- 幾嶋彦三郎
- 吉川豊蔵
- 吉田清兵衛
- 吉野金蔵
- 久田彌三郎
- 久米可六
- 宮城佐一
- 宮城左市
- 宮嶋善兵衛
- 宮本印佐
- 橋本幸次郎
- 錦織忠蔵
- 金親玉歩
- 金親盤治
- 金縄新左衛門
- 熊谷忠次（熊谷忠治）
- 桑原駒次郎
- 桑原君仲
- 桑尾此面
- 犬伏正三郎
- 香川栄松（香川榮松）
- 高橋錠之助
- 高橋藤次郎
- 高田岩次郎
- 高島直五郎
- 高島弥三郎（高島彌三郎）
- 高嶋直五郎
- 黒澤大吉
- 斎藤平八
- 斎藤与兵衛（斎藤與兵衛）
- 細田右仙
- 細田平蔵
- 三好左京太
- 三宅丈吉
- 山川一歩
- 山内九十郎
- 山本藤次郎
- 四ッ谷藤右衛門
- 柴田伊右衛門（柴田猪右衛門）
- 秋田五郎八
- 住吉清兵衛
- 祝薗惣三郎
- 勝浦利右ヱ門
- 小河新右衛門
- 小山喜内
- 小出源吉
- 小川新右ｴ門（小川新右衛門）
- 小田伊三郎
- 小島音右衛門
- 小野兵左衛門
- 小林定楠
- 小林勇碩
- 松井三吉
- 松永太次郎
- 松本紋吉
- 森田彌三郎
- 深野宇兵衛
- 深野利右衛門
- 須永又三郎
- 水本弁藏
- 水野桂傳
- 杉浦傳八郎
- 菅田立佐（菅田龍佐）
- 清水吾八
- 清水幸助
- 清水孫市
- 生駒與兵衛
- 生嶋英造
- 西市太郎
- 石原未石
- 石州六兵衛
- 石川藤四郎
- 赤池嘉吉
- 千原喜八
- 川上源蔵
- 川村大吉
- 川島金次郎
- 川島金蔵
- 川副作兵衛
- 前川万蔵（前川萬蔵）
- 前田英歩
- 前田順喜
- 村尾正五郎
- 大橋柳川
- 大橋浪女（女流棋士）
- 大阪屋太兵衛
- 大津五郎左衛門
- 大塚甚右衛門
- 大島喜兵衛
- 大澤金蔵
- 池田きく（女流棋士）
- 池田七兵衛
- 竹内長林
- 筑前源右衛門
- 中山英橘
- 中山勘三郎
- 中瀬小平治
- 中村英節
- 中村喜多次郎
- 中村庄兵衛
- 中島治兵衛
- 中島主計
- 中島大膳
- 中嶋大藏
- 中野七郎次（中野七郎治）
- 中林喜兵衛
- 長谷川四郎左衛門
- 長谷川善太郎
- 鳥飼忠七
- 坪屋太兵衛
- 添田宗太夫
- 田中幸次郎
- 田中茂兵衛
- 島田久兵衛
- 藤田桂翁（藤田清三郎→藤田桂立→藤田桂翁）
- 藤田桂龍
- 堂島栄造
- 内田十兵衛
- 楢崎看雅
- 楢崎新次郎（楢崎新治郎）
- 日置五兵衛
- 馬目市之助
- 梅樹軒
- 萩田重次郎
- 白岩市太郎
- 武田喜斎
- 福泉藤吉
- 福島慶次
- 福島幸八
- 福島宗喜
- 福島順喜（福島順記）
- 福島龍治
- 平岩郷助
- 平田忠助
- 保原加茂左衛門
- 豊田喜兵衛
- 豊田四郎三郎
- 北岡善助
- 北山官次郎
- 北川彌平次
- 北村宗靖
- 北村順喜
- 牧六次郎
- 霧畑忠兵衛
- 名村立摩
- 毛塚源助
- 木下源太郎
- 木村久米助
- 有浦印理
- 有馬衛門
- 有馬平内
- 林平助
- 和田宗吉
- 和田孫兵衛
- 和田直三郎
- 廣瀬重平
- 澁谷市三郎
- 礒辺林蔵（礒邊林蔵）
- 鹿島利右衛門
- 岡村幾次郎
- 庄川安五郎
- 小倉文之丞
- 三国丈作
- 山下半次
- 橋本寛次郎
- 三浦重三郎
- 松山秀玉
- 三好鶴山
- 橋本官次郎
- 栢木直三郎
- 太田元右衛門
- 川添松五郎

文政年間（1818年～1830年）～天保年間（1830年～1844年）に活躍
- 与都
- 関澄伯理
- 伯耆利兵衛
- 生島栄蔵
- 喜多桂二
- 青池青季
- 川島宗臨
- 帯屋宇兵衛
- 内藤竜輔
- 大橋鐐英
- 多賀亥之助

天野宗歩と対戦した棋士（1822年（文政5年）から1859年（安政六年) まで）
- 加藤看意
- 伊藤看佐
- 伊藤金五郎
- 川島金蔵
- 川添松五郎
- 川島金次郎
- 石本検校
- 中野七郎治
- 中林喜兵衛
- 吉田多三郎
- 吉田市輔
- 内藤喜三郎
- 北山官次郎
- 荻田重次郎
- 高山丈吉
- 高橋藤次郎
- 高木豊蔵
- 高田岩二郎
- 河島宗臨
- 斎藤長三郎
- 斎藤平八
- 斎谷亀次郎
- 勝浦利右衛門
- 大橋柳雪（大橋英俊、幼名中村喜多次郎・中村英節）
- 谷川寅之助
- 深野宇兵衛
- 久米可六
- 久田弥三郎
- 和田宗吉
- 伊藤宗看
- 小幡忠三郎
- 米村利兵衛
- 生島栄造
- 生駒彦三郎
- 四宮金吾
- 佐々木政四郎
- 有城政四郎
- 香川栄松
- 伊藤東吉
- 内藤龍輔
- 久米松寿軒（可六改め）
- 久米鉄次郎
- 和田宗吉
- 和田南枝
- 山形屋専介
- 小林東四郎
- 田中順理
- 田中善造
- 秋山桂史
- 稲山庄右衛門
- 加藤幸助
- 須山定次郎
- 柴原茂市
- 斎藤長三郎
- 市川太郎松
- 市川蘭雪
- 市川覚三郎
- 大橋宗珉
- 橋本蘭栄
- 橋本久右衛門
- 橋本覚次郎
- 橋本蘭栄
- 伊藤印寿
- 三国丈作
- 川添松五郎
- 生駒彦三郎
- 松山秀玉
- 服部庄次郎
- 宮田茂平
- 宮本藤蔵
- 平居寅吉
- 中川富石
- 中原志丸
- 都築新兵衛
- 竹内万蔵
- 森東英
- 伊藤東吉
- 樋口辰次郎
- 田中光次郎
- 土井喜太郎
- 深津馨四郎
- 山川検校
- 山田力之助
- 和田印哲
- 大橋宗珉
- 柳原長吉
- 勝田仙吉
- 大橋宗金
- 小島明悟
- 太田寅二郎
- 渡瀬荘次郎（昇治改め）
- 長坂六之助
- 吉沢伝四郎
- 荻野良左衛門
- 伊藤宗印
- 西川七蔵
- 古川虎二郎